# Vyhoštění kongregací z Francie (1880)

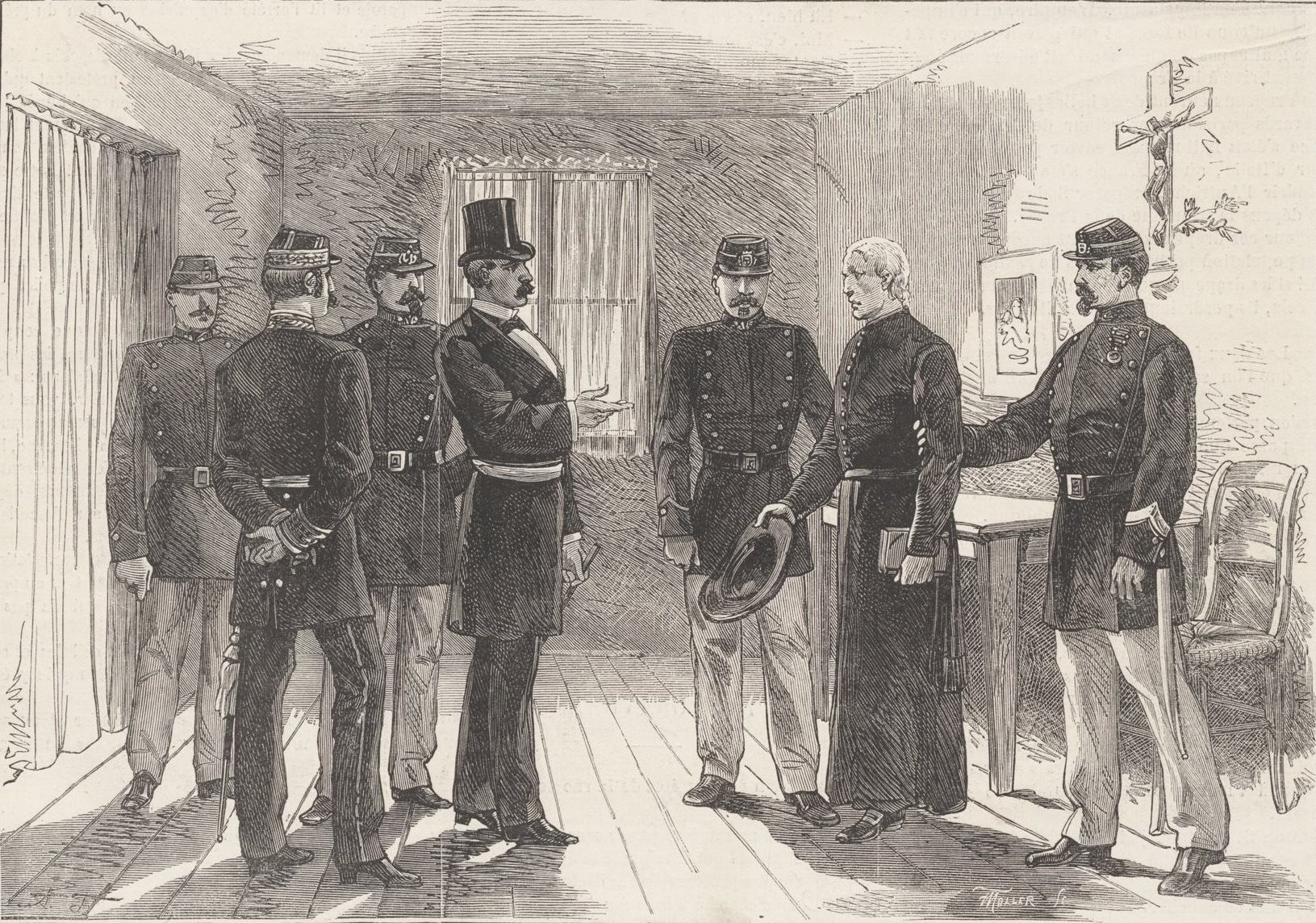
Policie zatýká jezuitského kněze v jeho klášterní cele v rue de Sèvres v Paříži, 30. června 1880 v 6 hodin ráno (ilustrace Le Monde, 10. července 1880)

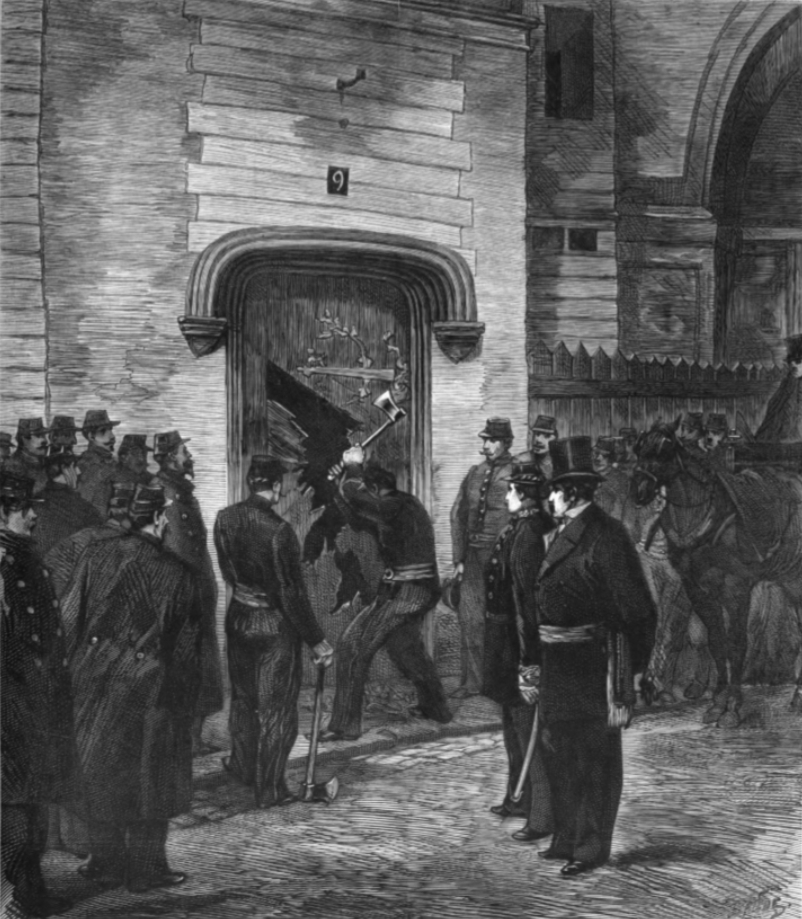
Hasiči za přítomnosti policie rozbíjí dveře dominikánského kláštera v Paříži (ilustrace Le Monde)

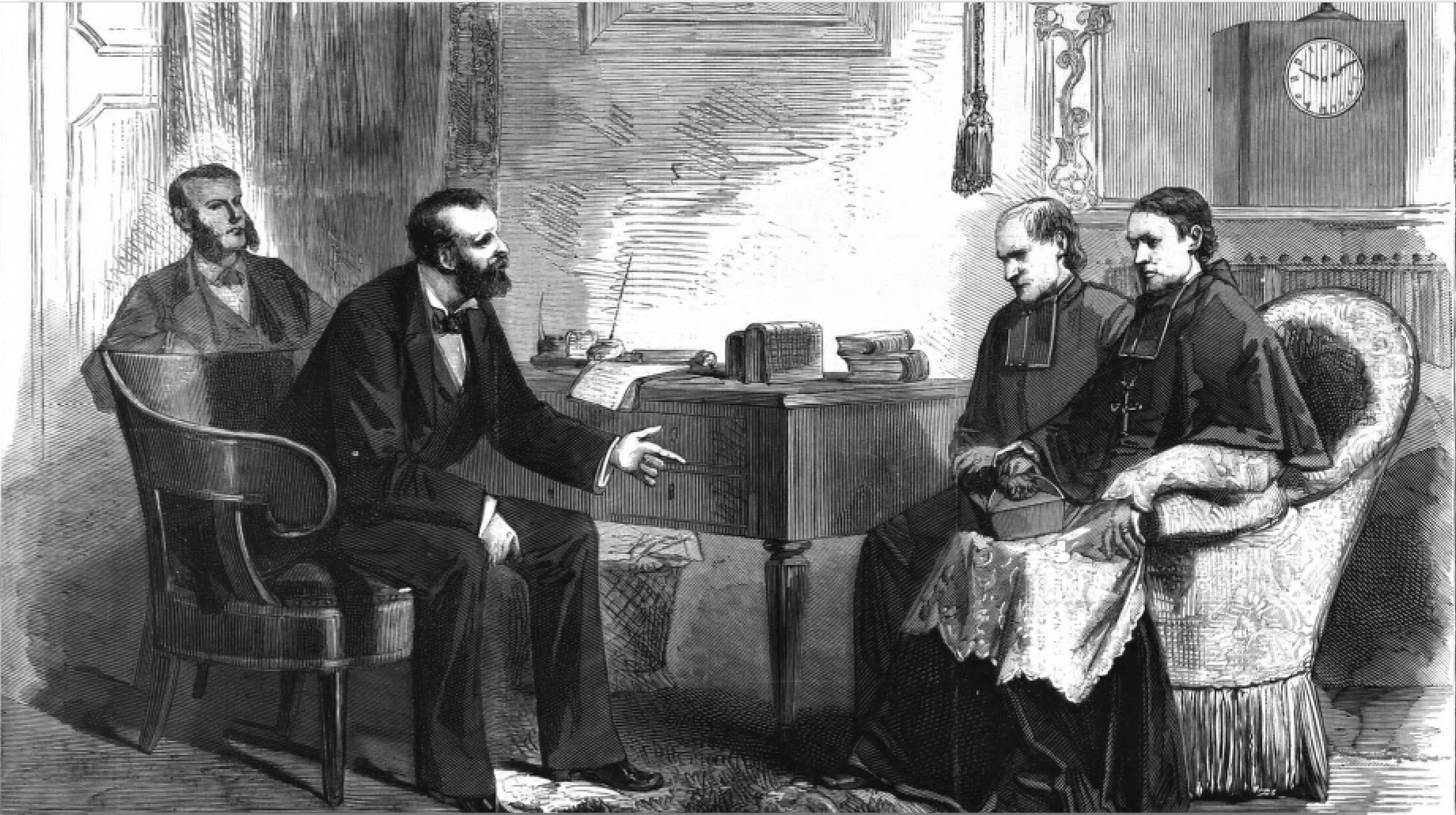
Mons. Anatole de Cabrières oznamuje Louisi Fresneovi, prefektovi Héraultu, jeho exkomunikaci po vyhnání karmelitánů z Montpellier 16. října 1880.

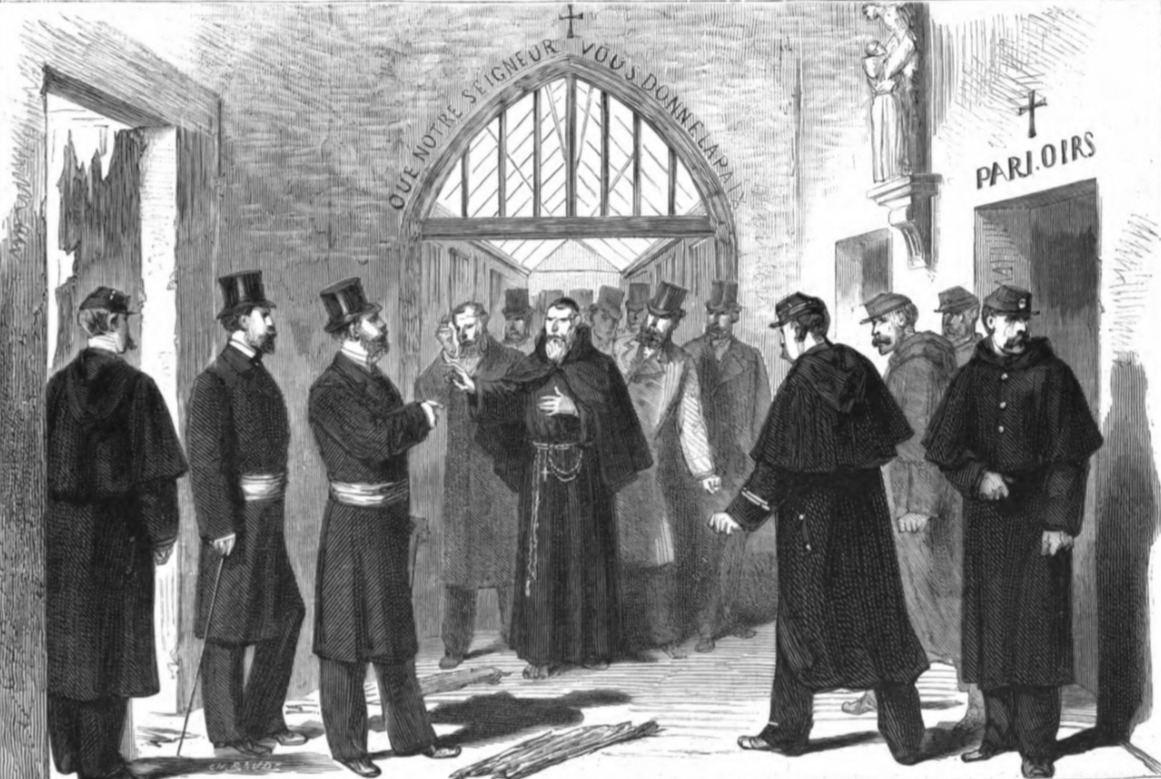
Zatčení otce Arsèna v kapucínském klášteře v Paříži (ilustrace Le Monde)

Vyhoštění kongregací z roku 1880 je politická událost, která se odehrála ve Francii v období Třetí republiky a která spočívala v rozptýlení nepovolených převážně mužských náboženských kongregací katolické církve. Tato vyhoštění následují po podpisu dvou dekretů dne 29. března 1880 vládou Charlese de Freycineta a konkrétněji Charlesem Lepèrem, ministrem vnitra, a Julesem Cazotem, ministrem spravedlnosti. Lepère uzákonil potlačení Tovaryšstva Ježíšova (jezuity) na francouzském území a Cazot vyzýval ostatní nepovolené kongregace, aby požádaly o zákonné povolení pod hrozbou, že budou mít stejný osud jako jezuité.

## Historie
Protináboženské dekrety byly zveřejněny v souvislosti s nastolením republiky. Toto posílení režimu je poznamenáno militantním antiklerikalismem ze strany umírněných republikánů a radikálů a touhou odstranit vzdělání z vlivu kongregací, vysmívaných jako římské milice a obviňovaných z podněcování kontrarevoluce.
Francie zažila vlnu antiklerikalismu v posledních letech Druhého císařství. Pokračovalo a zesílilo během epizody Pařížské komuny, poté během bojů republikánů o nastolení nového režimu. Toto nepřátelství vůči katolické církvi a náboženství bylo dokonce synonymem pro antikatolicismus v 70. a 80. letech 19. století – a zvláště se zaměřuje na ty řeholní kongregace, jejichž vliv značně vzrostl.Tento antiklerikalismus byl podporován francouzským svobodným zednářstvím, které si přálo zničit řádné duchovenstvo. Útočili zejména na kněžské (řeholní) sliby poslušnosti. Ty jim připadaly, že odcizují životy duchovních ze světa pro účely tmářské moci, v rozporu s článkem 1780 tehdejšího občanského zákoníku.
Vyhoštění kongregací způsobilo vysídlení 6 589 řeholníků. Zatímco někteří se rozhodli nadále vést komunitní život v malých skupinách, v domech, které jim dali k dispozici laici (a zůstali ve Francii), jiní se vydali na cestu do exilu, aby znovu vytvořili svou kongregaci v zahraničí, například ve Španělsku, které bylo hlavním cílem exulantů. Návrat řeholníků do jejich klášterů a domů ve Francii se v následujících letech postupně uskutečňoval, v návaznosti na aktuální státní politiku. V letech 1902 a 1903 se vyhošťování řeholníků z Francie dělo podruhé.